# Magnétohydrodynamique
Pour les articles homonymes, voir MHD.
 (janvier 2025).
Si vous disposez d'ouvrages ou d'articles de référence ou si vous connaissez des sites web de qualité traitant du thème abordé ici, merci de compléter l'article en donnant les références utiles à sa vérifiabilité et en les liant à la section « Notes et références ».
La magnétohydrodynamique (MHD) est une discipline scientifique qui décrit le comportement d'un fluide conducteur du courant électrique en présence de champs électromagnétiques. Elle s'applique notamment aux plasmas, au noyau externe et même à l'eau de mer.
C'est une généralisation de l'hydrodynamique (appelée plus communément dynamique des fluides, définie par les équations de Navier-Stokes) couplée à l'électromagnétisme (équations de Maxwell). Entre la mécanique des fluides « classique » et la magnétohydrodynamique, se situe l'électrohydrodynamique ou mécanique des fluides ionisés en présence de champs électriques (électrostatique), mais sans champ magnétique.
Les générateurs magnétohydrodynamiques offrent un potentiel de production d'électricité à grande échelle avec un impact réduit sur l'environnement. Les générateurs MHD sont également intéressants pour la production de grandes impulsions de puissance électrique.

## Historique
Le premier scientifique à s'intéresser au sujet est Humphry Davy en 1821 lorsqu'il montre qu'un arc électrique peut être dévié par un champ magnétique. Une dizaine d'années plus tard, Michael Faraday envisage de démontrer l’existence d'une force électromotrice dans un conducteur électrique en déplacement soumis au champ magnétique terrestre ; c'est le phénomène d'induction électromagnétique. Dans cette optique, il met au point en janvier 1832 un premier concept de générateur MHD qu'il teste sur le pont Waterloo à Londres. Bien que fortuite, cette expérience aboutira à la loi de Lenz-Faraday.
Les recherches approfondies de génération d'électricité par MHD continuent au XXe siècle, tout d'abord menées par le physicien hongrois Béla Karlovitz (en) qui développe un générateur MHD au sein des laboratoires de Westinghouse en 1938. De son côté, le physicien suédois Hannes Alfvén, qui est le premier à employer le terme magnétohydrodynamique en 1942, étudie la propagation des ondes d'Alfvén dans le plasma de la magnétosphère. Interrompus pendant la seconde guerre mondiale, le développement et la recherche en MHD reprennent dans les années 1960 grâce aux travaux de Richard J. Rosa et au concours du département de l'Énergie des États-Unis qui engage alors des recherches dans les laboratoires Avco Everett,,.
Dans le même temps, les applications possibles de la physique des plasmas à de nouveaux développements technologiques (atténuation et réflexion d'ondes de choc, fusion nucléaire, propulsion MHD) orientent les premières études initiées par des ingénieurs,,,[réf. à confirmer],, propulsant la MHD comme vecteur de recherche stratégique durant la guerre froide comme l'atteste un document déclassifié par l'armée de l'air américaine en 1992 et diffusé par le magazine Jane's Defence Weekly en 1998,. D'abord mis en scène par Tom Clancy dans son roman d'espionnage The Hunt for Red October, le mode de propulsion MHD est plus tard dévoilé au grand public dans l'adaptation du roman au cinéma À la poursuite d'Octobre rouge en 1990. Cette fiction devient réalité le 19 juin 1992 avec la première navigation du démonstrateur civil japonais de navire à propulsion MHD, le Yamato 1.

## Différentes modélisations de la MHD
Il existe plusieurs modèles de la magnétohydrodynamique selon le degré de complexité nécessaire. Parmi les plus utilisés et plus simples sont :
- la « MHD idéale » ;
- la « MHD résistive ».

Le choix de l'un ou l'autre de ces deux modèles dépend de la valeur du Nombre de Reynolds magnétique Rm. Ce nombre, utilisé en MHD est ainsi nommé par analogie au nombre de Reynolds en hydrodynamique, il indique l'importance du terme de convection par rapport à celui de diffusion dans un fluide soumis à un champ magnétique.
Cependant, outre le choix entre MHD idéale et MHD résistive s'impose celui de la viscosité du fluide dans lequel l'étude est faite. Pour ceci, on introduit le nombre de Hartmann qui est le rapport des forces magnétiques et des forces de viscosité.

### MHD idéale
La MHD idéale, dite aussi à fort nombre de Reynolds magnétique (Rm ≫ 1), est la forme la plus simple de la MHD. Le fluide, soumis à un fort champ magnétique, est traité comme ayant peu ou pas de résistance électrique, et on l'assimile à un conducteur parfait. La loi de Lenz s'applique de telle sorte que le fluide et les lignes de champ magnétique sont intimement liés : on dit que les lignes de champ sont « gelées » (« frozen in ») dans le fluide (on peut également dire que le fluide est gelé dans le champ magnétique). Dans le cas où le fluide est un conducteur parfait, plongé dans un champ magnétique constant et uniforme {\displaystyle {\vec {B}}_{0}} dans lequel se propage dans le même sens que l'orientation de ce champ une onde dont le champ magnétique est orthogonal à {\displaystyle {\vec {B}}_{0}}, on dit que le théorème d'Alfvén est satisfait. Une analogie consiste à comparer le fluide à un peigne et les lignes de champ aux cheveux : le mouvement des cheveux suit exactement celui du peigne. Cette MHD idéale est étudiée dans les plasmas chauds, tels les plasmas astrophysiques et thermonucléaires d'origine naturelle (étoiles) ou artificielle (tokamaks).
Les équations de la MHD idéale consistent en l'équation de continuité, les lois de la quantité de mouvement, le théorème d'Ampère (dans la limite de l'absence de champ électrique et de diffusion de l'électron) et les équations de la thermodynamique (conservation de l'énergie). Comme toute description fluide d'un système cinétique, on effectue des approximations du flux de chaleur via des conditions adiabatiques ou isothermes.

### MHD résistive
La MHD résistive, dite à faible nombre de Reynolds magnétique (Rm ≤ 1) décrit les fluides magnétisés et non parfaitement conducteurs. On parle en général d'une résistivité engendrée par les collisions entre les constituants du plasma, qui transforment l'énergie magnétique en chaleur (chauffage Joule). Lorsque la résistivité est non négligeable (nombre de Reynolds petit), le théorème d'Alfven n'est plus satisfait et la topologie magnétique peut être brisée.
Dans un fluide considéré comme un conducteur non parfait, l'évolution du champ magnétique dans le fluide est donnée par l'équation d'induction résistive. La variation locale du champ magnétique avec le temps est le résultat de son advection par le fluide et de sa diffusion dans le fluide. Le nombre de Reynolds est en facteur inverse de l'opérateur de diffusion, plus il est grand et plus on peut négliger la diffusion par rapport à l'advection. On peut quantifier l'importance de la diffusion en construisant un temps de diffusion.
Par exemple, dans le Soleil, on estime le temps de diffusion à travers une région active (résistivité collisionnelle) en centaines ou milliers d'années, durée bien plus longue que la vie d'une tache solaire, on néglige donc la résistivité (cas de la MHD idéale). À l'inverse, un mètre cube d'eau de mer possède un temps de diffusion se mesurant en millisecondes, dont on doit tenir compte (MHD résistive). Par rapport à la MHD idéale, la MHD résistive implique un terme supplémentaire dans le théorème d'Ampère modélisant la résistivité collisionnelle.
Même dans les systèmes physiques assez grands et bons conducteurs, où il semblerait a priori que la résistivité puisse être ignorée, cette dernière peut tout de même être importante : beaucoup d'instabilités surviennent, notamment dans les plasmas, pouvant l'augmenter très fortement (d'un facteur 1 milliard). Cette résistivité augmentée est habituellement le résultat de la formation de structures à petite échelle, telles les courants électriques en strates, ou des turbulences électroniques et magnétiques localisées (voir par exemple l'instabilité électrothermique dans les plasmas à fort paramètre de Hall).
La MHD-gaz industrielle, utilisant des plasmas froids (gaz bi-température, hors d'équilibre, où seul le gaz d'électrons est chauffé à 10 000 K, alors que le reste du gaz (ions et neutres) est froid aux alentours de 4 000 K) entre dans cette catégorie de MHD à faible nombre de Reynolds magnétique.

### D'autres modèles de MHD
Selon la finesse requise, on peut complexifier le modèle de base de la MHD en prenant en compte différents effets se produisant dans le fluide. On peut ainsi créer la MHD-Hall, la MHD bi-fluides...
- MHD-Hall : à l'échelle de la longueur d'inertie des ions, la loi d'Ohm idéale et/ou résistive n'est plus valable. En effet, à cette échelle, l'inertie des ions se fait sentir et tend à différencier localement leur mouvement de celui des électrons. Le courant ainsi formé crée un champ magnétique. Les électrons, sensibles à la force de Laplace, créent un champ électrique de charge d'espace pour conserver la quasi-neutralité. La MHD-Hall modélise ce phénomène en tenant compte de ce champ électrique en rajoutant la force de Laplace qui lui est égale, dans la loi d'Ohm, modifiant ainsi l'équation d'induction du champ magnétique. Le terme de Hall ainsi ajouté dans la loi d'Ohm insère une échelle caractéristique dans le système d'équation de la magnétohydrodynamique, qui en était jusqu'alors dépourvue. Cette longueur caractéristique est la longueur d'inertie des ions. On passe d'un système d'équation auto-similaire (c'est-à-dire, qui ne dépend pas de l'échelle considérée) à un système dépendant des échelles du système étudié. On peut aussi parfois tenir compte du gradient de pression électronique dans la loi d'Ohm de la MHD Hall. En 1960, M. J. Lighthill critique la théorie des MHD idéale et résistive appliquées aux plasmas[22], à cause de l'absence de courant de Hall, simplification fréquente en théorie de la fusion magnétique. La théorie Hall-MHD prend en compte cette composante du champ électrique de Hall dans la MHD[23].
- MHD bi-fluides : la MHD bi-fluide revient à rajouter l'inertie des électrons dans la loi d'Ohm modélisant le champ électrique. Physiquement, cela revient à dire qu'à une certaine échelle (la longueur d'inertie des électrons), l'accélération des électrons ne peut plus être négligée, les électrons ne sont plus à l'équilibre statique.
- MHD Hartmann : elle prend en compte la viscosité du fluide qui s'écoule dans un espace fermé : on retrouve ce phénomène dans la construction de tuyère magnétohydrodynamique entre autres, et est discutée en fonction du nombre de Hartmann
- D'autres détails peuvent encore être ajoutés au modèle magnétohydrodynamique. On peut tenir compte de l'anisotropie de température créée par la direction du champ magnétique, on peut par exemple tenir compte des anisotropies dans le plan de gyration des particules en modélisant la température comme un tenseur 3x3 complet.

## Observations et applications

### Géophysique
Le noyau fluide de la Terre et d'autres planètes est, selon la théorie en vigueur, une gigantesque dynamo MHD qui génère le champ magnétique terrestre (géomagnétisme). Ce phénomène serait dû aux mouvements de convection du noyau externe métallique et aux courants électriques induits.

### Astrophysique
L'astrophysique fut le premier domaine que décrivit la MHD. En effet, la matière observable de l'univers est composée de plasma à plus de 99 %, dont les étoiles, les milieux interplanétaire (l'espace entre les planètes d'un système stellaire) et interstellaire (entre les étoiles), les nébuleuses et les jets. Les taches solaires sont causées par le champ magnétique du Soleil, comme l'a théorisé Joseph Larmor en 1919. Le vent solaire est également gouverné par la MHD, tout comme les éruptions solaires (ruptures de continuité des lignes de champ et éjection de particules et de rayonnements à haute énergie).

### Ingénierie
La MHD intervient dans la conception et la gestion des cuves d'électrolyse pour la production de l'aluminium. Les champs électromagnétiques intenses mettent en mouvement les fluides (aluminium et électrolyte) en créant des vagues imposant une distance minimale entre l'aluminium et les anodes.
La MHD est utilisée de manière théorique dans le confinement des plasmas (stabilisation, expulsion ou compression), notamment les plasmas chauds thermonucléaires dans les machines à fusion par confinement magnétique (comme les tokamaks) ou les dispositifs à striction magnétique (comme la Z machine).
La MHD est aussi directement au cœur d'applications technologiques sous forme de machines électromagnétiques sans pièce mobile, appelées des convertisseurs MHD, qui agissent sur le fluide au moyen de la force électromagnétique (dite force de Lorentz) et qui peuvent être utilisés :
- pour la génération d'électricité (générateur MHD) ;
- pour l'accélération de fluides (accélérateur MHD) ou leur freinage. Dans le cas particulier d'un plasma créé dans de l'air atmosphérique.

Les réalisations industrielles concrètes, au début du XXIe siècle, restent expérimentales ou couvertes par le secret militaire. Elles se heurtent à de nombreuses difficultés : production de forts champs magnétiques à l'aide d'électroaimants supraconducteurs, génération de puissances électriques suffisantes, matériaux conducteurs résistant à la corrosion... et spécifiquement à la MHD-gaz : matériaux résistant aux fortes températures et densités de courant, systèmes d'ionisation des gaz performants, maîtrise des aspects théoriques des plasmas froids à paramètre de Hall élevé, etc.

### Navires
(janvier 2025).
Dans le cadre de la propulsion par magnétohydrodynamique, on peut faire avancer un bateau à l'aide de ce phénomène : c'est ce qu'ont accompli des chercheurs japonais avec le bateau Yamato 1 par la création d'une tuyère MHD.
La propulsion par MHD nécessite l’emploi d’électrodes. Entre celles-ci, lorsque le système est parcouru par une intensité continue, est créé un champ électrique orthogonal à un champ magnétique exerçant alors une poussée, ou force de Laplace. Le champ des vitesses dans la tuyère, formé par les électrodes et l’inducteur, s’obtient grâce aux équations de Maxwell et de l’hydrodynamique : le couplage du champ des vitesses à celui du champ magnétique permet de décrire le profil des vitesses. Dans le cadre d’un écoulement d’Hartmann (écoulement stationnaire et laminaire d'un fluide conducteur visqueux supposé incompressible entre deux plaques infinies parallèles), le champ des vitesses est régi par la loi d’Hartmann : celle-ci se discute selon la valeur du nombre de Hartmann. Si ce type de propulsion est avantageux par l’indépendance des champs électrique et magnétique, l’électrolyse causée par l’emploi d’électrodes pose un problème. Les interactions entre le champ électrique et les ions présents dans l’eau de mer causent une accumulation de ces derniers à la cathode se traduisant par un dégagement gazeux, entre autres d’hydroxyde de calcium et de magnésium, électriquement isolant. En plus de bloquer les propriétés conductrices du fluide, ce dégagement est extrêmement bruyant : à haute pression, il est semblable au phénomène de cavitation ; la vaporisation de l’eau, qui se fait à 100 °C, introduit un bruit spécifique qui rend impossible la discrétion de l’embarcation.